# Flammenwerfer 35
Flammenwerfer 35 (FmW.35) — немецкий переносной ранцевый огнемёт образца 1934 года, принятый на вооружение в 1935 году (в советских источниках — «Flammenwerfer 34»).
В отличие от ранее стоявших на вооружении рейхсвера громоздких ранцевых огнемётов, обслуживаемых расчётом из двух-трёх специально обученных солдат, огнемёт Flammenwerfer 35, масса которого в снаряжённом состоянии не превышала 36 кг, мог переноситься и применяться всего одним человеком.

## Конструкция
Огнемёт состоял из станка (трубчатой рамы) с двумя плечевыми ремнями, к которому вертикально крепились два металлических резервуара: большой содержал 11,8 л горючей смеси «Flammöl Nr.19», расположенный слева от него малый — сжатый азот.
Большой резервуар соединялся гибким армированным шлангом с брандспойтом, оборудованным работающим от батареи калильным воспламенителем, а малый резервуар посредством шланга с вентилем — с большим.

## Принцип действия
Для применения оружия огнемётчик, направив брандспойт в сторону цели, включал расположенный на конце ствола воспламенитель, открывал вентиль подачи азота, а затем — подачу горючей смеси.
Пройдя через брандспойт, выталкиваемая силой сжатого газа горючая смесь воспламенялась и достигала цели, находящейся на расстоянии до 45 м.
Электрическое воспламенение, впервые применённое в конструкции огнемёта, давало возможность произвольно регулировать продолжительность выстрелов и позволяло произвести около 35 выстрелов. Продолжительность огнеметания при непрерывной подаче горючей смеси составляла 45 секунд.

## Боевое применение

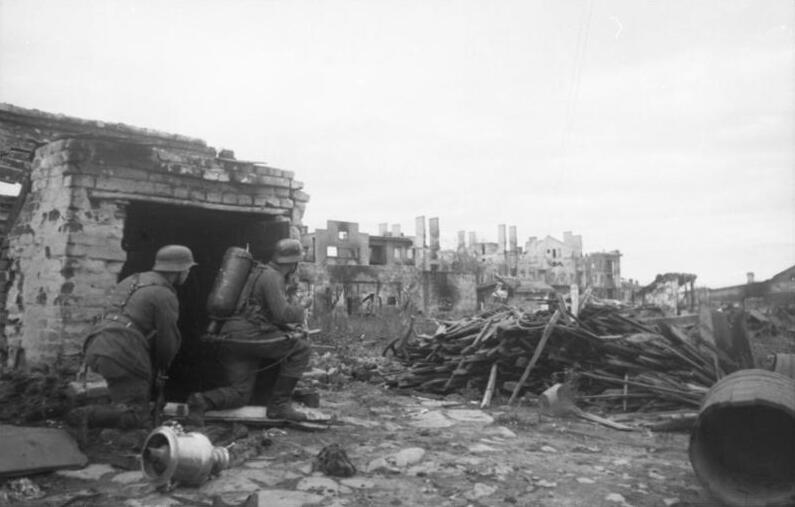
Немецкий солдат с ранцевым огнемётом Flammenwerfer 35. Сталинград, 23.09.1942

Огнемёты находились на вооружении сапёрных подразделений: в каждой сапёрной роте имелось по три ранцевых огнемёта Flammenwerfer 35, которые могли объединяться в огнемётные отделения, использовавшиеся в составе штурмовых групп.
Несмотря на возможность применения огнемёта одним человеком, в бою его всегда сопровождали один или два солдата, прикрывавших действия огнемётчика стрелковым оружием, давая ему возможность незаметно приблизиться к цели на расстояние 25-30 м.
Начальный этап Второй мировой войны выявил ряд недостатков, существенно снижающих возможности применения этого эффективного оружия. Главным из них (кроме того, что появившийся на поле боя огнемётчик становился первоочередной целью снайперов и стрелков противника) оставалась довольно значительная масса огнемёта, снижавшая манёвренность и повышавшая уязвимость вооружённых им пехотных подразделений.
Как решение этой проблемы, с 1940 года на смену модели FmW.35 пришёл облегчённый Flammenwerfer 40 klein (нем. klein — маленький) с уменьшенным объёмом горючей смеси и размещением малого (газового) резервуара внутри большого, а в 1942 году — Flammenwerfer 41 с горизонтальным расположением резервуаров. Однако образцы Flammenwerfer 35, уже имевшиеся в войсках, не были сняты с вооружения и также продолжали применяться.